# Jeantes
Jeantes é uma comuna francesa na região administrativa de Altos da França, no departamento de Aisne. Estende-se por uma área de 15,61 km². Em 2010 a comuna tinha 206 habitantes (densidade: 13,2 hab./km²).